# Short Heath
Short Heath är en ort i distriktet Walsall, i grevskapet West Midlands, i England. Denna ward hade 11 661 invånare år 2021. Short Heath var en civil parish från 1894 till 1966 då den blev en del av Walsall, Wolverhampton och Essington. Denna civil parish hade 8 043 invånare år 1951. Short Heath var ett distrikt från 1894 till 1934 då den blev en del av Willenhall.